# Kasematy

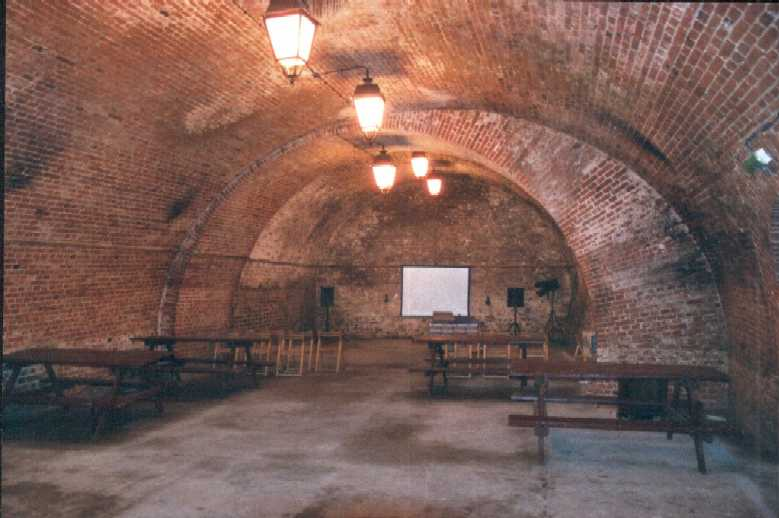
Pevnost Küstrin (Altstadt)

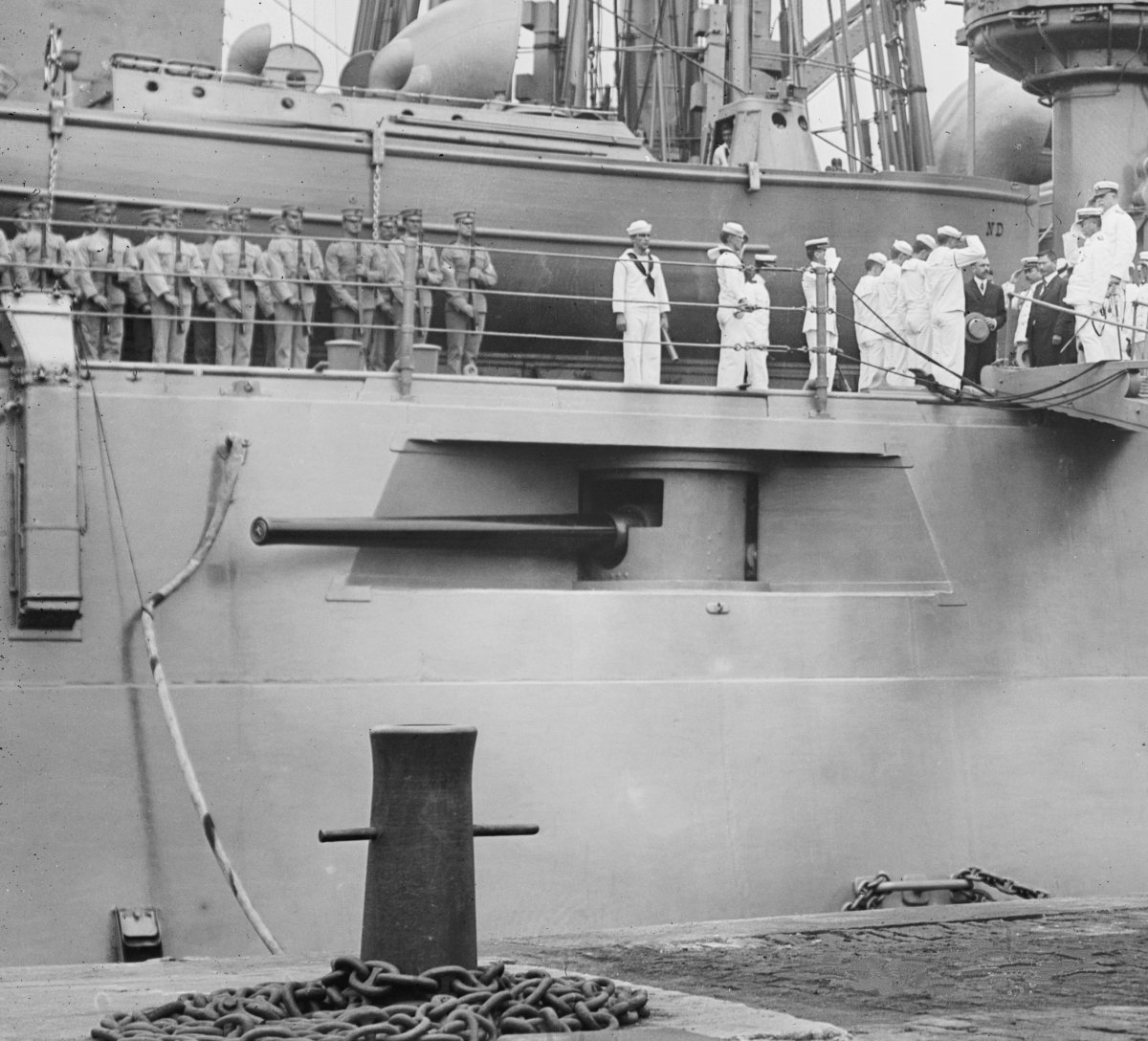
Dělo na bitevní lodi USS North Dakota umístěné v kasematech

Kasematy nebo kasemata jsou chodby v opevnění renesančních, barokních a klasicistních pevností. Primárně tyto chodby sloužily jako přístup k střeleckým či dělovým komorám, výpadním brankám a podobným vojenským zařízením. Později sloužily také jako skladiště zbraní a jiného vojenského materiálu a jako prostor pro ubytování vojska. Často také bývaly žalářem.
Jako kasemata se označovala také samotná střelecká místnost, ve které se nachází nějaká určitá dělostřelecká nebo pěchotní výzbroj. V dřívějších dobách se jednalo zpravidla o klenutý prostor, který byl umístěn v hradech, tvrzích, městech i všech druzích pevností. V novodobé fortifikaci se jedná o místnost umístěnou v opevnění, které bylo dostatečně vybaveno pro provoz novodobých palných zbraní (odvod nábojnic, kouře atd.). Obvykle ze střeleckých místností ústí několik střílen. Kasematy jsou nakonec také obrněná dělostřelecká stanoviště sekundárního dělostřelectva na válečných lodích umístěná ve střední části lodi.

## Základní charakteristika
Kasematy se objevují v průběhu 15. století s rozvojem dělostřelby, kdy na jedné straně roste potřeba střeleckých a dělových komor a na druhé straně vzrůstá mohutnost hradeb. Klasické je užití kasemat v bastionovém opevnění, které se objevuje v renesanci a bylo užíváno ještě v období klasicismu.
Vedle přístupu k dělovým a střeleckým komorám či výpadním brankám sloužily kasematy také jako naslouchací chodby. Ty umožňovaly odhalit nepřátelské pokusy o podkopání a následnou destrukci opevnění. Některé chodby sloužily též k odvodnění a ventilaci celého, poměrně složitého systému.
Spíše druhotně sloužily kasematy k ubytování vojska či ke skladování vojenského materiálu. Výraznou, i když zcela druhotnou funkcí je užití pro vězeňské účely.

## Užití kasemat v Česku

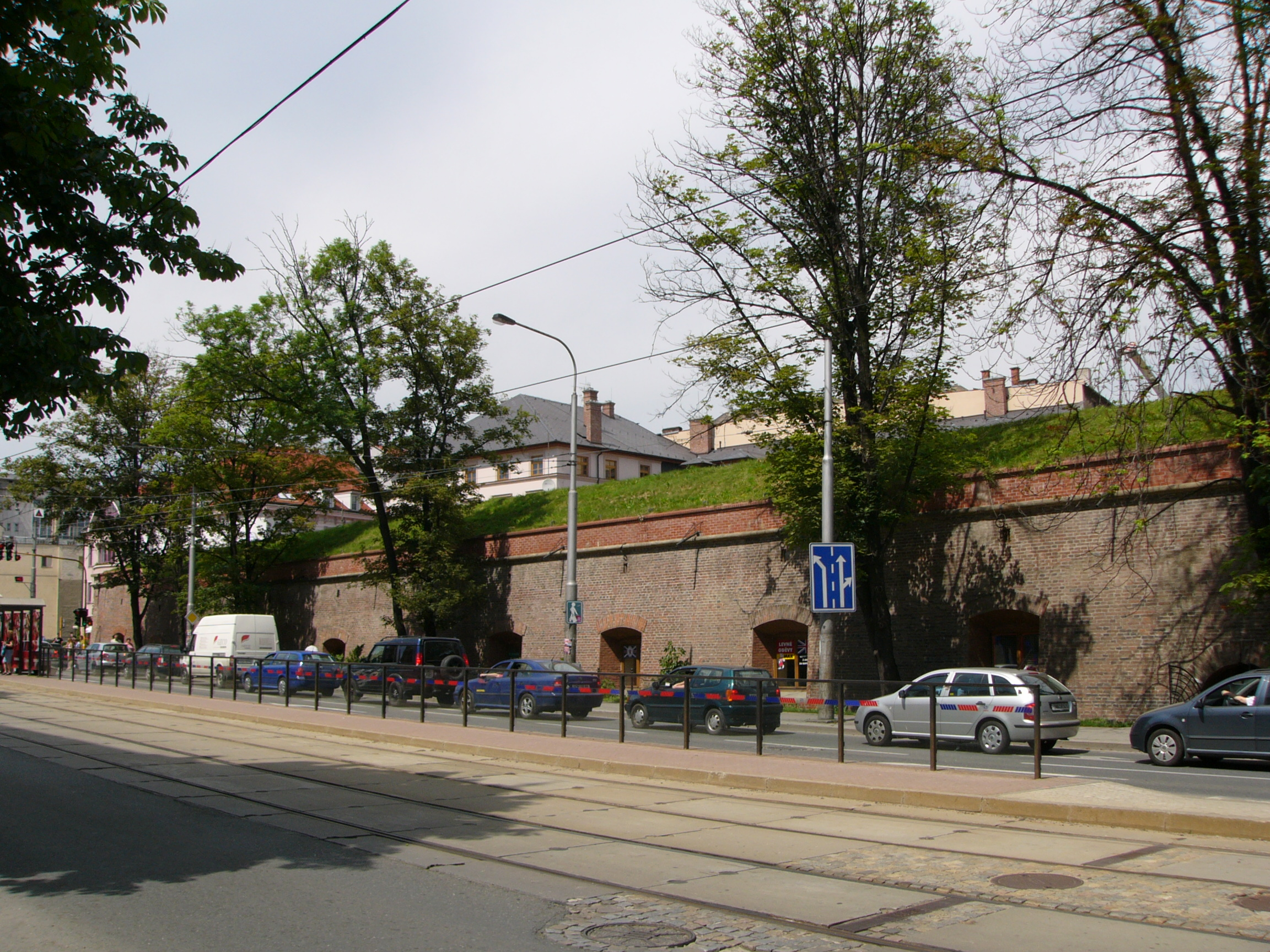
Opevnění obsahující kasematy v Olomouci

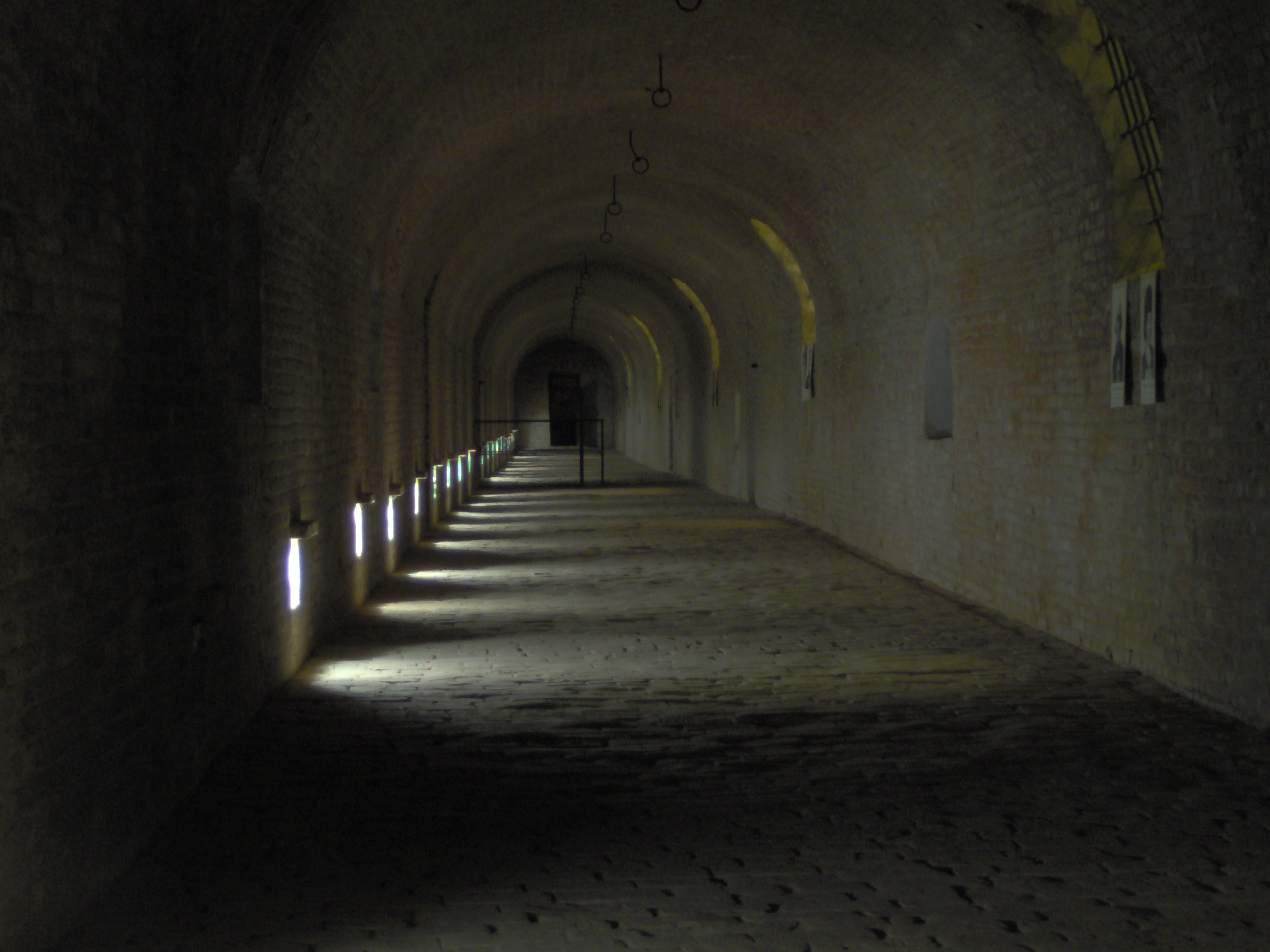
Kasematy hradu Špilberk v noci

Kasematy byly užívány prakticky všude, kde bylo prováděno renesanční či barokní bastionové opevnění. Týkalo se to nově budovaného opevnění měst a hradů. Doložené je například v renesančním opevnění Hluboké. Nejvýrazněji byly kasematy užity tam, kde došlo k budování komplexně projektovaných vojenských pevností. Například Terezín, Špilberk, Vyšehrad, Josefov, Hradec Králové.
Mezi nejznámější dochované kasematy v Česku patří kasematy špilberské, vyšehradské, kasematy v Terezíně a v pevnosti Josefov.

### Špilberské kasematy
Špilberské kasematy vznikly v roce 1742 překlenutím hradních příkopů, severního a jižního. Severní kasematy byly dlouhé přibližně 109 m, jižní 102 m. Původně měly poskytovat úkryt vojákům, ale v době dokončení již nebylo Brno bezprostředně vojensky ohroženo, a proto kasematy sloužily jako sklady vojenského materiálu.
V roce 1783 zřídil císař Josef II. v kasematách žalář pro nejnebezpečnější zločince. V pozdějších letech byly vybudovány ještě nadzemní trakty. Špilberská věznice byla zrušena až v roce 1855. Během druhé světové války sloužila část kasemat jako kryt pro brněnské gestapo.

### Vyšehradské kasematy
Vyšehradské kasematy byly vybudovány roku 1742, stavbu vedl inženýr Berdiquieri. Chodby kasemat kopírují obvodové zdi hradeb, místy mají slepé výklenky. Přestože jsou velmi rozsáhlé, zpřístupněná část (dvě křídla) je dlouhá necelý 1 kilometr. Chodby jsou zde 2 m vysoké a 1,5 m široké. Elektrické osvětlení, které do kasemat nainstaloval František Křižík, dnes již není funkční.
V listopadu roku 1744 chtěli Prusové vyhodit Vyšehrad do povětří a navezli do kasemat 133 sudů se střelným prachem. Poslední voják měl tehdy odpálit doutnáky. Tento plán překazili tři podskalští občané, kteří do kasemat pronikli a doutnáky včas odstranili. Marie Terezie je pak za tento hrdinský čin vyznamenala.

### Kasematy pevnosti Terezín
Jedná se o rozsáhlý systém podzemních chodeb (29 km), který byl v Terezíně vybudován roku 1780. Opevnění pevnosti mělo celkem 55 fortifikačních článků a v nich 136 podzemních prostor.

### Kasematy ve vojenské pevnosti Josefov (Jaroměř)
Bastionová pevnost byla postavena císařem Josefem II. v letech 1780–1790 a představuje vrchol pevnostního stavitelství své doby. Délka kasemat je zhruba 45 km, z toho 5 km je přístupných veřejnosti. K výstavbě pevnosti i jejích kasemat byly používány tzv. odlehčené (též pevnostní) cihly s váhou necelých 10 kg a rozměry 3 × 6 × 12 palců.